# Thelymitra latiloba
Thelymitra latiloba är en orkidéart som beskrevs av Jeffrey A. Jeanes. Thelymitra latiloba ingår i släktet Thelymitra och familjen orkidéer. Inga underarter finns listade i Catalogue of Life.